# Elpidio Ramírez
Elpidio Ramírez Burgos, conocido como El Viejo Elpidio (Xoxocapa, Ilamatlán, Veracruz, México, 4 de marzo de 1882-14 de julio de 1960) fue un violinista, compositor, arreglista y revolucionario mexicano. Es considerado precursor del género musical conocido como huapango.

## Semblanza biográfica
Fue hijo de Luis Ramírez y Margarita Burgos. Participó en la Revolución mexicana, logrando obtener el grado de capitán primero de caballería en el Ejército mexicano. En su vida civil, continuó practicando equitación y charrería.
Como compositor, creó obras de manera individual y en coautoría con Humberto Betancourt, Nicandro Castillo, Roque Castillo y Pedro Galindo Galarza. Fue con este último con quien compuso el huapango internacionalmente conocido con el título de "La malagueña", y con quien participó en el grupo Los Trovadores Chinacos en 1932.
Entre otras de sus obras se encuentran: "La leva" (el soldado de levita), "La petenera", "El caimán", "La rosa", "El sombrero", "Cielito lindo huasteco" —variación al "Cielito lindo" de Quirino Mendoza y Cortés—, "El fandanguito" y "El gusto", entre muchas otras.

## Interpretaciones de sus canciones
- Versión de La petenera con Marie Laforêt

- Datos: Q5829969